# Horreby
Horreby – miasto w Danii, w regionie Zelandia, w gminie Guldborgsund.